# Банка (Пјештјани)
Банка (слч. Banka) насељено је мјесто са административним статусом сеоске општине (слч. obec) у округу Пјештјани, у Трнавском крају, Словачка Република.

## Становништво
| Година:    | 1994. | 2004. | 2014.   | 2024.   |
| ---------- | ----- | ----- | ------- | ------- |
| Број људи: | 0     | 2173  | 2123    | 2149    |
| Разлика:   |       | –     | -2,30 % | +1,22 % |

| Година:    | 2023. | 2024.   |
| ---------- | ----- | ------- |
| Број људи: | 2159  | 2149    |
| Разлика:   |       | -0,46 % |

Према подацима о броју становника из 2024. године насеље је имало 2149 становника.